# گو ونجون
گو ونجون (چینی: 郭文珺؛ زادهٔ ۲۲ ژوئن ۱۹۸۴) تیرانداز اهل چین است.
وی در مسابقات کشوری و بین‌المللی در مجموع برندهٔ ۲ مدال طلا شده‌است.